# تاريخ اليهود في جيبوتي

موقع جيبوتي في أفريقيا

اليهود في جيبوتي يُصنفون على أنهم جزء من يهود اليمن، واستقر المهاجرون الأوائل من يهود اليمن في أبخ وانتقلوا بعد سيطرة البريطانيين على خليج تاجورة إلى مدينة جيبوتي، وذلك في عام 1884. وهاجرت الغالبية العظمى من يهود جيبوتي إلى إسرائيل في عام 1949. 

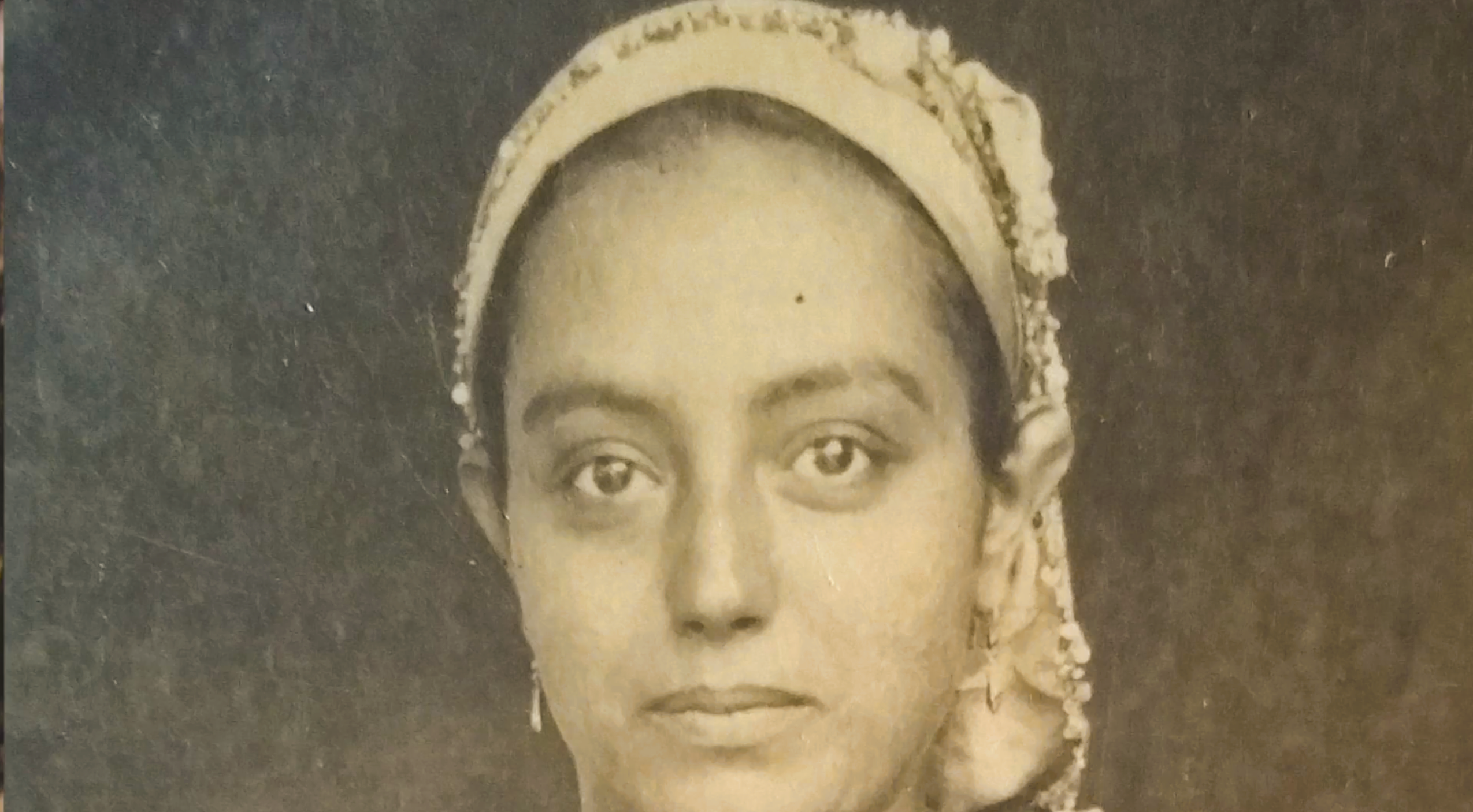
امرأة يهودية ترتدي غطاء الرأس التقليدي في جيبوتي عام 1922.

## خلفية تاريخية
رغم أن جيبوتي تقع بين الوطن التاريخي للمجتمعات القديمة من بيتا إسرائيل ويهود اليمن، وكانت تمثل حلقة وصل رئيسية بين شبه الجزيرة العربية والقرن الأفريقي، إلا أنه لم يُوثق أي وجود كبير لليهود في جيبوتي حتى القرن التاسع عشر الميلادي. يعود أصل الوجود اليهودي في جيبوتي إلى نهاية القرن التاسع عشر حين طوّر الفرنسيون مدينة جيبوتي الساحلية، في المنطقة التي كانت تسمى آنذاك كوت فرانسيس دي صوماليين (بالفرنسية: Côte Française des Somalis)‏ والتي لعب اليهود دورًا رئيسيًا في المساعدة في بنائها.
كان أول اليهود الذين عاشوا في جيبوتي، حسبما هو موثق، قادمين من عدن، التي كانت مستعمرة بريطانية منذ عام 1839. ومن غير المعروف ما إذا كان اليهود الجيبوتيون من المجتمع العدني أم أنهم من البلديين القادمين من الشمال ومرّوا عبر عدن، حيث أن تميزوا بعادات لكلا المجتمعين. ويتزامن وصولهم مع وصول عدد كبير من المسلمين اليمنيين إلى البلاد.
كان هناك خمسون عائلة يهودية في جيبوتي في عام 1901 و111 عائلة في عام 1921. ومع تباطؤ الهجرة بين اليمن وجيبوتي في أوائل القرن العشرين، اعتنق الكثير من اليهود اليمنيين الإسلام. وأحصت السلطات الفرنسية أحد عشر تاجراً يهودياً في عام 1902، وأشارت إلى أنهم كانوا يعملون بشكل رئيسي في مجال التجارة بالمجوهرات والحرف اليدوية. وكان لديهم العديد من المعابد اليهودية، ومن بينها المعبد اليهودي الكبير في وسط المدينة في شارع روما. وقد أُعد بحث عن حاخامات جيبوتي يسلط على خبرتهم ومهارتهم في الشريعة اليهودية. وكان أحد آخر حاخامات جيبوتي، الحاخام يوسف موشيه، يسافر إلى المجتمعات اليهودية في أماكن بعيدة مثل أديس أبابا وأسمرة.
تميز اليهود عن جيرانهم المسلمين بخصلات الشعر الطويلة التي تسمى "بايوت" وملابس بيضاء ذات أهداب، على غرار ملابس يهود اليمن.
بعد قيام إسرائيل عام 1948، نفذت الحكومة الجديدة عملية بساط الريح في عام 1949 وأجْلت من خلالها حوالي 45 ألف يهودي يمني. وشملت عملية الإجلاء مائتي يهودي من جيبوتي. ويذكر موشيه سيون، أحد أعضاء الجالية اليهودية في جيبوتي، "جاءت طائرة من عدن وصعدنا جميعًا وسافرنا إلى إسرائيل". وكان والده يعمل قبل انتقاله إلى إسرائيل "كاتبا" في الجالية اليهودية في جيبوتي.
بعد الهجرة الجماعية عام 1949، وعلى مدى العقود التالية غادرت العائلات اليهودية المتبقية جيبوتي تدريجيا متوجهة إلى إسرائيل أو فرنسا. وبعد رحيلهم، استوطنت قبيلة عيسى معظم الممتلكات اليهودية. مثل المقبرة المتواضعة والمعبد اليهودي الكبير (الذي رُمم وحُول إلى مبنى مكاتب في عام 2012، ولم يتبق منه سوى الواجهة الخارجية الأصلية) وهما المبنيان اليهوديان الوحيدان اللذان لا يزالان قائمين في البلاد.
حاليا، معظم اليهود الذين يعيشون في جيبوتي هم من المغتربين الفرنسيين ذوي الأصول اليهودية أما السكان الأصليين اليهود "فهم عدد قليل معزول".